# Heinrich George
Heinrich George   (Szczecin, 9 d'octubre de 1893 - Camp especial número 7 del NKVD, 25 de setembre de 1946) va ser un actor alemany.

## Biografia

### Educació i joventut
Georg August Friedrich Hermann Schulz (que el 1932 adoptà el nom de Heirnich George) fou el segon fill d'un oficial naval. Va abandonar els estudis secundaris a Berlín per anar a Szczecin a aprendre a actuar. L'estiu de 1912 va debutar a Kolberg com a actor i posteriorment actuà a Bromberg i Neustrelitz. Va lluitar a la Primera Guerra Mundial com a voluntari però va ser declarat incapaç pel servei militar el 1917 després de sostindre una ferida seriosa.

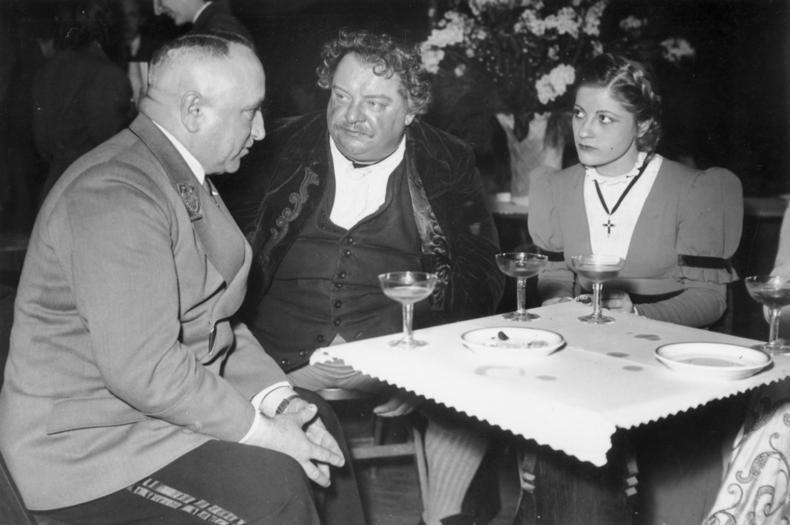
Heinrich George (centre) durant una aparició com a convidat a la França ocupada amb Robert Ley i Gisela Uhlen (1941)

### República de Weimar
Després de tornar de la guerra, va treballar a Dresden a l'Albert Theater (1917/18), a Frankfurt del Main a la Schauspielhaus (1918-1921) i el 1921 al Deutsches Theater de Berlín. Durant la seva estada a Frankfurt, George, que a més d'actuar també tocava el violí, va participar, entre altres projectes, en una producció de Job d'Oskar Kokoschka, que va acabar amb protestes i baralles de cops del públic per la breu aparició d'una dona nua a l'escenari.
El 1921 va fer el seu debut cinematogràfic. En els anys següents es va convertir en un dels actors més reconeguts de la República de Weimar. En aquest període també va mostrar ser pròxim al Partit Comunista Alemany. Va interpretar sota la direcció d'Erwin Piscator i Bertolt Brecht.
El1923 va fundar el Schauspielertheater amb els actors Elisabeth Bergner i Alexander Granach per tal de poder treballar amb més autonomia com a artista. Entre 1925 i 1929 va interpretat principalment al teatre Volksbühne. El 1926 va interpretar el capataç de la màquina-cor a la pel·lícula Metropolis de Fritz Lang. Entre 1926 i 1938 va aparèixer regularment al Festival de Teatre de Heidelberg.
Per a la seva producció de Götz von Berlichingen, interpetant ell mateix el paper principal d'Urgötz l'octubre de 1930, buscava algú per interpretar el paper d'Adelheid von Walldorf. Ernst Legal va presentar-li a Berta Drews, amb qui havia treballat a la Reinhardt-Schule, George la va contractar per a aquesta producció. L'endemà de l'estrena, George va convidar-la a una festa d'estrena. Posteriorment es van casar i van tenir dos fills.

### Tercer Reich
Després que Hitler va arribar al poder a principis de 1933, Heinrich George va ser inicialment exclòs de poder interpretar als teatres, però va arribar a un acord amb el règim nazi i va tenir un paper actiu en la propaganda del cinema i la ràdio nazi fins al 1945. Va aparèixer en diverses pel·lícules de la UFA, incloses les pel·lícules de propaganda nazi Hitlerjunge Quex (1933) i Kolberg (1945) i la pel·lícula de propaganda antisemita Jud Süß (1940). L'1 de març de 1938, Joseph Goebbels li va encarregar la direcció del Schiller Theater a la capital del Reich, Berlín. Com a tal, va contractar artistes que eren considerats indesitjables pel règim nazi, com ara l'historiador de l'art Wilhelm Fraenger (destituït com a comunista a Heidelberg el 1933), l'actor catòlic Robert Müller (destituït per jueu) i Karl Heinz Martin.
Amb motiu del seu 50è aniversari, Adolf Hitler li va atorgar el títol de Director General "com a mostra del seu alt reconeixement pel mèrit artístic" i l'obsequià amb el seu retrat i una dedicatòria personal de Joseph Goebbels, que li va lliurar aquest honor. Goebbels ja l'havia nomenat Actor Estatal el 1937.

### Detenció, internament i mort
El 22 de juny de 1945, després de la caiguda de Berlín en mans soviètiques, George va ser arrestat pel NKVD i el 27 de juliol fou internat a Hohenscönhausen sota acusació de ser un propagandista nazi i un actor feixista. A l'estiu de 1946 fou transferit al camp de concentració de Sachsenhausen. Durant el seu internament seguí actuant dins els camps, creant adaptacions d'obres amb els altres presoners i arribant a aprendre de memòria escenes de Der Postmeister en rus. Les peticions dels seus amics a les autoritats soviètiques demanant la seva alliberació no tingueren resultat.
Heinrich George va morir al camp de concentració de Sachshausen el 25 de setembre de 1946 després d'una apendicectomia.
George va ser enterrat al cementiri de Zehlendorf. La seva làpida és un pedestal que suporta un bust de bronze de George, obra de l'escultor de Stuttgart Hans Gerdes.

## Galeria d'imatges

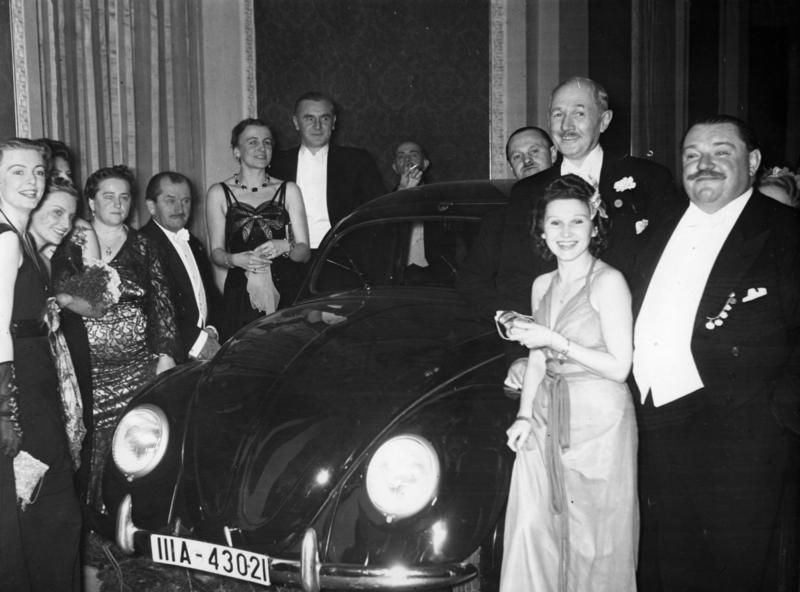
A la gala de premsa de 1939, George (dreta) està amb el guanyador d'un cotxe KdF en presència de Bengt Berg (3r des de la dreta) i Ferdinand Porsche (5è des de l'esquerra).
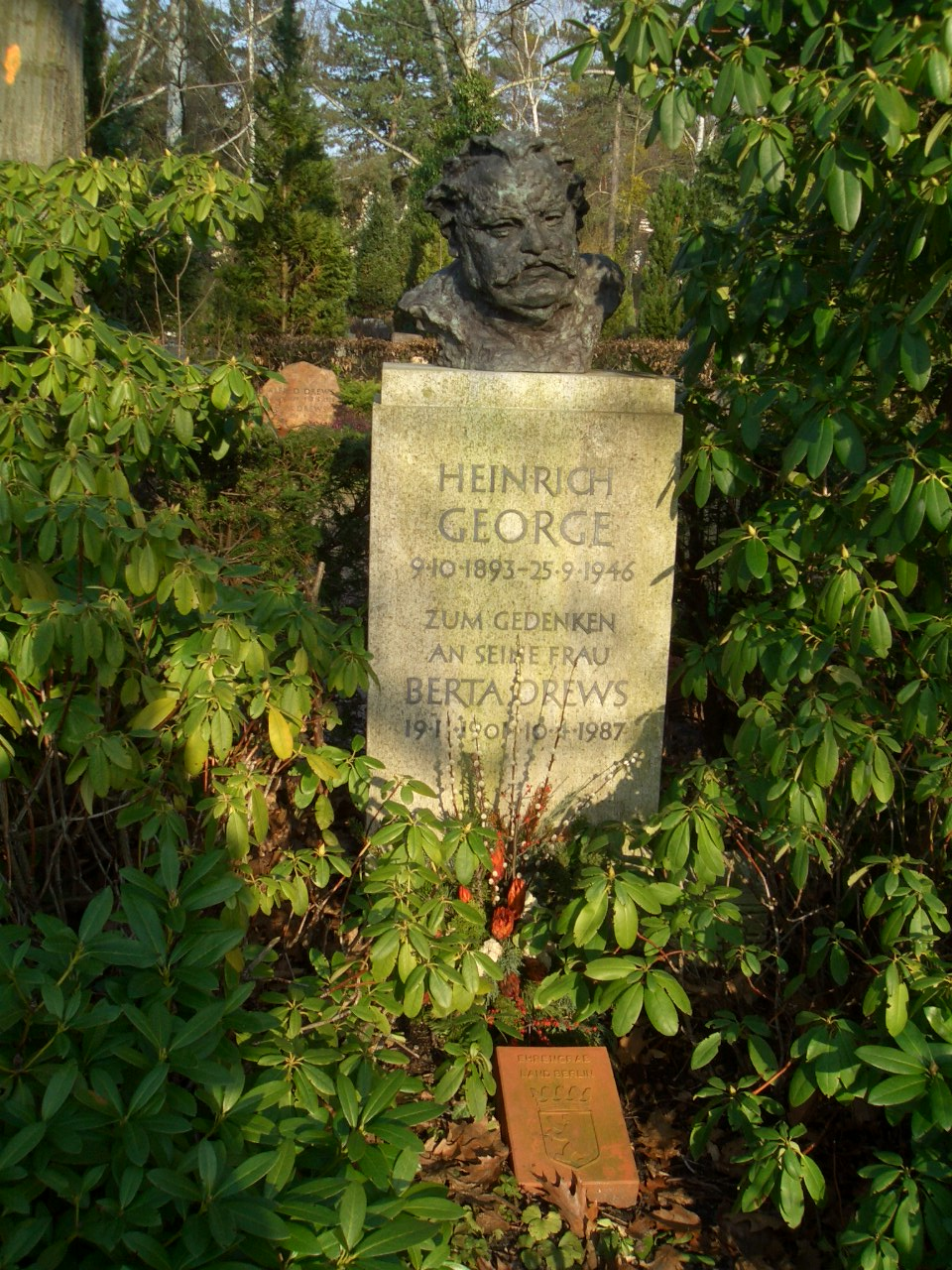
La tomba d'Heinrich George al cementiri de Zehlendorf amb un bust de Hans Gerdes.